# بطولة آسيا للرماية بالبندقية 2024
بطولة آسيا للرماية بالبندقية 2024 هي بطولة آسيا الحادية عشرة للرماية بالبندقية والتي أقيمت في الفترة من 14 إلى 21 يناير 2024، في مدينة الكويت عاصمة دولة الكويت.
وكانت هذه آخر بطولة رماية آسيوية مؤهلة لدورة الألعاب الأولمبية الصيفية 2024في باريس.

## ملخص الميداليات

### الرجال
| الألعاب       | الذهبية                                        | الفضية                                                             | البرونزية                                                          |
| ------------- | ---------------------------------------------- | ------------------------------------------------------------------ | ------------------------------------------------------------------ |
| الرماية       | محمد بيرانفاند · إيران                         | قوه يوخاو · الصين                                                  | لاكشاي شيران · الهند                                               |
| الرماية (فرق) | الصين · قوه يوخاو · سون تشونغلون · يو هايتشنغ  | قطر · راشد حمد العذبة · ناصر الحميدي · محمد الرميحي                | الكويت · عبد الرحمن الفيحان · ناصر المقلد · طلال الرشيدي           |
| السكيت        | لي مينغ يوان · تايوان                          | أنانتجيت سينغ ناروكا · الهند                                       | محمد الديحاني · الكويت                                             |
| السكيت (فرق)  | الصين · ما تشنغلونغ · وو يونشوان · تشانغ يوكون | الكويت · محمد الديحاني · عبد الله الرشيدي (لاعب رماية) · سعود حبيب | الهند · مونيك باتولا · غورجوات سينغ خانغورا · أنانتجيت سينغ ناروكا |

### السيدات
| الألعاب       | الذهبية                                                 | الفضية                                            | البرونزية                                                                 |
| ------------- | ------------------------------------------------------- | ------------------------------------------------- | ------------------------------------------------------------------------- |
| الرماية       | ليو وان يو · تايوان                                     | تشانغ شينكيو · الصين                              | ماريا دميتريينكو · كازاخستان                                              |
| الرماية (فرق) | الصين · هو يويه · وانغ شياوجينغ · تشانغ شينكيو          | الهند · مانيشا كير · شرياسي سينغ · بهافيا تريباثي | كازاخستان · ماريا دميتريينكو · آيجان دوسماغامبيتوفا · أناستاسيا بريليبينا |
| السكيت        | قاو جينمي · الصين                                       | رايزا ديلون · الهند                               | ماهيشواري تشوهان · الهند                                                  |
| السكيت (فرق)  | الهند · ماهيشواري تشوهان · رايزا ديلون · جانييمات سيخون | الصين · قاو جينمي · جيانغ ييتينغ · سون ييلينغ     | كازاخستان · زويا كرافتشينكو · آسيم أورينباي · أولغا بانارينا              |

### مختلط
| الألعاب       | الذهبية                                        | الفضية                                      | البرونزية                                  |
| ------------- | ---------------------------------------------- | ------------------------------------------- | ------------------------------------------ |
| الرماية (فرق) | كازاخستان · أليشر آيسالبايف · ماريا دميتريينكو | إيران · محمد بيرانفاند · مرضيه برورش نيا    | الصين · قوه يوخاو · وانغ شياوجينغ          |
| الرماية (فرق) | كازاخستان · أليشر آيسالبايف · ماريا دميتريينكو | إيران · محمد بيرانفاند · مرضيه برورش نيا    | الكويت · ناصر المقلد · شهد الحوال          |
| السكيت (فرق)  | الصين · وو يونشوان · جيانغ ييتينغ              | كازاخستان · إدوارد ييخشينكو · آسيم أورينباي | البحرين · تمار الوط · مريم حساني           |
| السكيت (فرق)  | الصين · وو يونشوان · جيانغ ييتينغ              | كازاخستان · إدوارد ييخشينكو · آسيم أورينباي | الهند · غورجوات سينغ خانغورا · رايزا ديلون |

## جدول الميداليات
*   البلد المضيف (مضيف)
| المرتبة | فريق           | ذهبية | فضية | برونزية | المجموع |
| ------- | -------------- | ----- | ---- | ------- | ------- |
| 1       | الصين          | 5     | 3    | 1       | 9       |
| 2       | تايبيه الصينية | 2     | 0    | 0       | 2       |
| 3       | الهند          | 1     | 3    | 4       | 8       |
| 4       | كازاخستان      | 1     | 1    | 3       | 5       |
| 5       | إيران          | 1     | 1    | 0       | 2       |
| 6       | الكويت         | 0     | 1    | 3       | 4       |
| 7       | قطر            | 0     | 1    | 0       | 1       |
| 8       | البحرين        | 0     | 0    | 1       | 1       |
| المجموع | المجموع        | 10    | 10   | 12      | 32      |

## روابط خارجية
- الاتحاد الآسيوي للرماية